# Sestao
El Concejo de Sestao, o simplemente Sestao, es un municipio español situado en el territorio histórico y provincia de Vizcaya, en la comunidad autónoma del País Vasco. Está ubicado en la margen izquierda de la ría del Nervión, y pertenece a la comarca no oficial del Gran Bilbao. Su población de 28 228 habitantes (INE 2024).

## Toponimia
Antaño el monte donde hoy se ubica Sestao se conocía por Sexto. Con este topónimo lo denominaban los primeros escritos del siglo IX y las primeras actas municipales que se conocen del siglo XVII. Etimológicamente Sexto es de origen latino. Posteriormente evolucionaría en el uso habitual a Cesto y finalmente a Sestao.

## Símbolos

### Escudo
Escudo cortado: el 1.º de oro, con edificios en su color, de los que sobresalen el de la máquina soplante, rematado en llamas de azur y plata, y dos chimeneas humeantes; el 2.º de plata, con el crucero Vizcaya (casco negro, arboladura y chimeneas amarillas y superestructuras blancas), con gallardete en el palo mayor y bandera a popa, navegando sobre el mar de azur agitado de plata. Es necesario hacer notar que en el escudo original, la bandera que ondea el buque (el citado crucero Vizcaya, perdido en la guerra hispano-estadounidense de 1898), muestra los colores de la bandera de España, dado que era en los astilleros de Sestao donde se construía gran parte de la escuadra española en las postimetrías del siglo XIX. Pese a ello, por recientes motivos meramente políticos, contrarios a cualquier sentido histórico, ahora ha sido pintada de verde.

### Bandera
Durante los siglos XX y XXI se han asociado los colores verde y negro con el concejo de Sestao, al ser los colores de clubes deportivos de la localidad como el Sestao Sport Club, el Club Deportivo de Remo Kaiku y el Sestao River Club. Por ello, cuando en marzo de 2014 el Ayuntamiento presentó un proyecto de participación ciudadana para elegir una bandera municipal, las cuatro opciones que presentó fueron combinaciones de estos dos colores. Estas cuatro propuestas habían sido diseñadas por el vexilólogo Juan José González. Resultó elegida una enseña «rectangular, de proporción 2:3, formada por dos franjas horizontales iguales, verde la superior y negra la inferior».
La iniciativa fue aprobada y el sábado 1 de octubre de 2016 se procedió al izado de la bandera. Hasta entonces se había utilizado un pendón granate (como otros municipios de Vizcaya) con el escudo municipal en el centro.

## Geografía
El término municipal de Sestao comienza en su extremo oriental en la punta de San Nicolás, a una altitud de 12 metros sobre el nivel del mar. Se trata de una pequeña atalaya que domina el río Nervión, para, en un ligero declive de unos 600 metros de longitud, llegar a la parte más baja de su jurisdicción, en el lugar de Urbinaga, que solamente se eleva 9 metros sobre el nivel de la ría, formando un reducido istmo.
Desde Urbinaga, Sestao comienza a elevarse bruscamente, para, en pocos metros de pendiente, alcanzar una altitud de 61,52 metros en el lugar conocido como Portopín. Tras formar una ligera meseta, llamada Rebonza, continúa la ascensión hasta el lugar más alto del pueblo, en la Sierra Panadera, punto que se encuentra en las inmediaciones de la Cruz de Kueto, con una altitud de 79,87 metros. Aquí continúa en suave desnivel de unos 400 metros de longitud hacia el centro del municipio, con una altitud de 67,62 metros. Se remonta más bruscamente el desnivel, para formar el Alto de Aizpuru, de 76,20 metros, y tras una depresión, elevarse nuevamente hasta el llamado Alto de Mendieta, de 76,90 metros, junto al Cementerio, y que forma una hermosa atalaya sobre la ría y el Abra. Y tras un ligero desnivel de unos 50 metros de longitud, se interna en la jurisdicción de la Villa de Portugalete.
Las pronunciadas laderas que configuran Sestao bajan por su cara norte a las riberas del Nervión, en otra época marismas y hoy núcleo industrial y naviero. Por su cara sur a las vegas del arroyo Ballonti y río Galindo, en otro tiempo fértiles huertas y hoy también convertidas en asiento de grandes industrias. En resumen, el área puramente residencial se coloca en el relieve, es decir, en el monte, y las zonas industriales lo hacen en las zonas bajas, aprovechando así los emplazamientos más llanos del municipio. Destacar que la zona baja norte era, en la época preindustrial, un espacio de humedales y marismas, el cual fue rellenado para la construcción de los Altos Hornos de Vizcaya y de La Naval. En cuanto a la parte sur, actualmente coexisten polígonos industriales junto a polígonos comerciales, espacios lúdico-deportivos (como Las Camporras y los campos de entrenamiento de Galindo), la EDAR de Galindo, el Garbigune de Sestao y la estación de Metro de Urbinaga, que en el futuro se convertirá en la Estación Intermodal de Urbinaga.
| Noroeste: Lejona           | Norte: Lejona                     | Nordeste: Erandio         |
| Oeste: Portugalete         |                                   | Este: Erandio y Baracaldo |
| Suroeste: Valle de Trápaga | Sur: Valle de Trápaga y Baracaldo | Sureste: Baracaldo        |

### Barrios
- Albiz
- Aizpuru-La Benedicta
- El Kasko
- Kueto
- Urbinaga-La Punta
- Markonzaga
- Rebonza
- Simondrogas
- Txabarri-El Sol
- El Carmen-Azeta

## Historia

### Edad Antigua
Antes de la romanización el territorio de Sestao pertenecía al área de influencia de los Autrigones, pueblo de origen desconocido.
Durante el dominio visigodo el territorio de Sestao formó parte del ducado de Cantabria, que estaba bajo el dominio de un dux o duque. En el inicio de la reconquista al igual que todas las Encartaciones Sestao perteneció al Reino de Asturias y más tarde al de León. Posteriormente durante un breve periodo de unos 60 años en el apogeo del Reino de Navarra fue parte de su territorio y definitivamente pasó a formar parte del Reino de Castilla.

### Edad Media

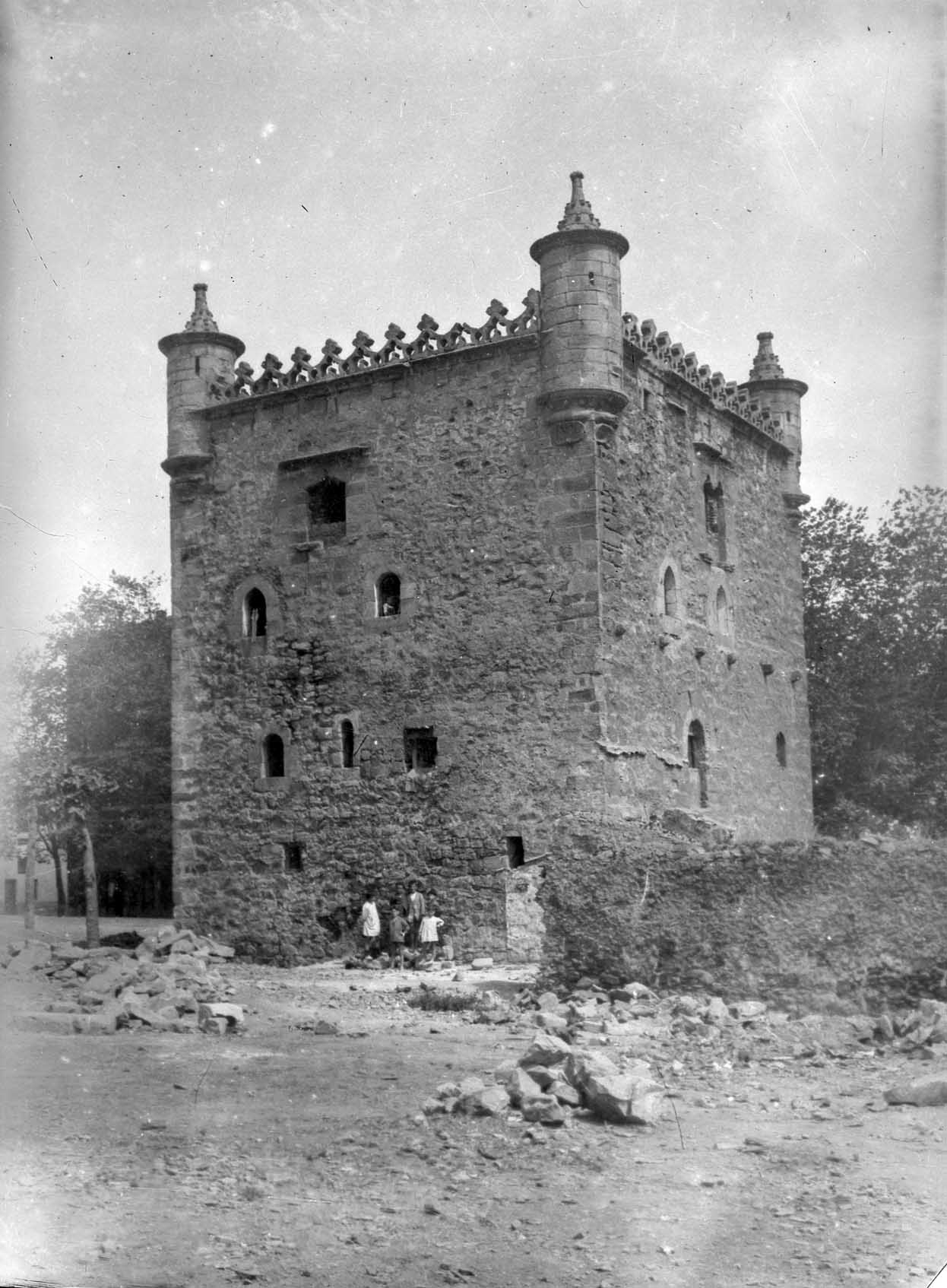
Casa Torre de Sestao, derribada en 1931

Existen escritos que mencionan su existencia después del fin de la Edad Antigua. La primera data del 880 cuando huestes de godos desembarcaron en las costas de Vizcaya. En un pequeño monte llamado Sexto en el que tuvo lugar una batalla donde perdió la vida el conde Falcon, jefe de los godos. Según este relato su mujer Godina mando construir una ermita para ser enterrado en el lugar donde perdió la vida, posteriormente en el solar que ocupaba la ermita se construyó la iglesia de Santa María de la Anunciación.
María Díaz de Haro, fundadora de la villa de Portugalete en el año 1322 hace referencia a Sestao en la carta puebla de la villa portugaluja. La sobrina del fundador de Bilbao, D. Diego López de Haro, menciona la iglesia de Santa María de Sestao como una de las que había de contribuir con sus diezmos a la edificación de la primera iglesia de Portugalete.
Durante los siglos XIV y XV, Sestao, como los demás concejos del Valle de Somorrostro, sufre las consecuencias de las Guerras de Banderizos. En este ambiente, hacia el año 1370, Juan López de Salazar, que se había casado con María de Sestao, viuda hacendada del Concejo, construye la Casa-Torre como defensa y lugar de refugio. Así surge la Casa Torre de Sestao de cuatro cubos, toda de sillares, perfectamente cuadrada, con aproximadamente 13 metros de base por unos 14 metros de altura (derribada en 1931). También se construyeron varias ermitas: San Pedro (en la campa de San Pedro y desaparecida a principios del siglo XX), San Nicolás (que dio nombre a la Punta y derribada hacia 1840), La Piedad (en el barrio de Salcedillo, hoy jurisdicción del Valle de Trápaga y desaparecida al instalarse los talleres de la empresa General Eléctrica) y Nuestra Señora de la Concepción, que levantaba su pequeña estructura en la parte alta del pueblo o Kueto.

### IndustrializaciónsigloXIX

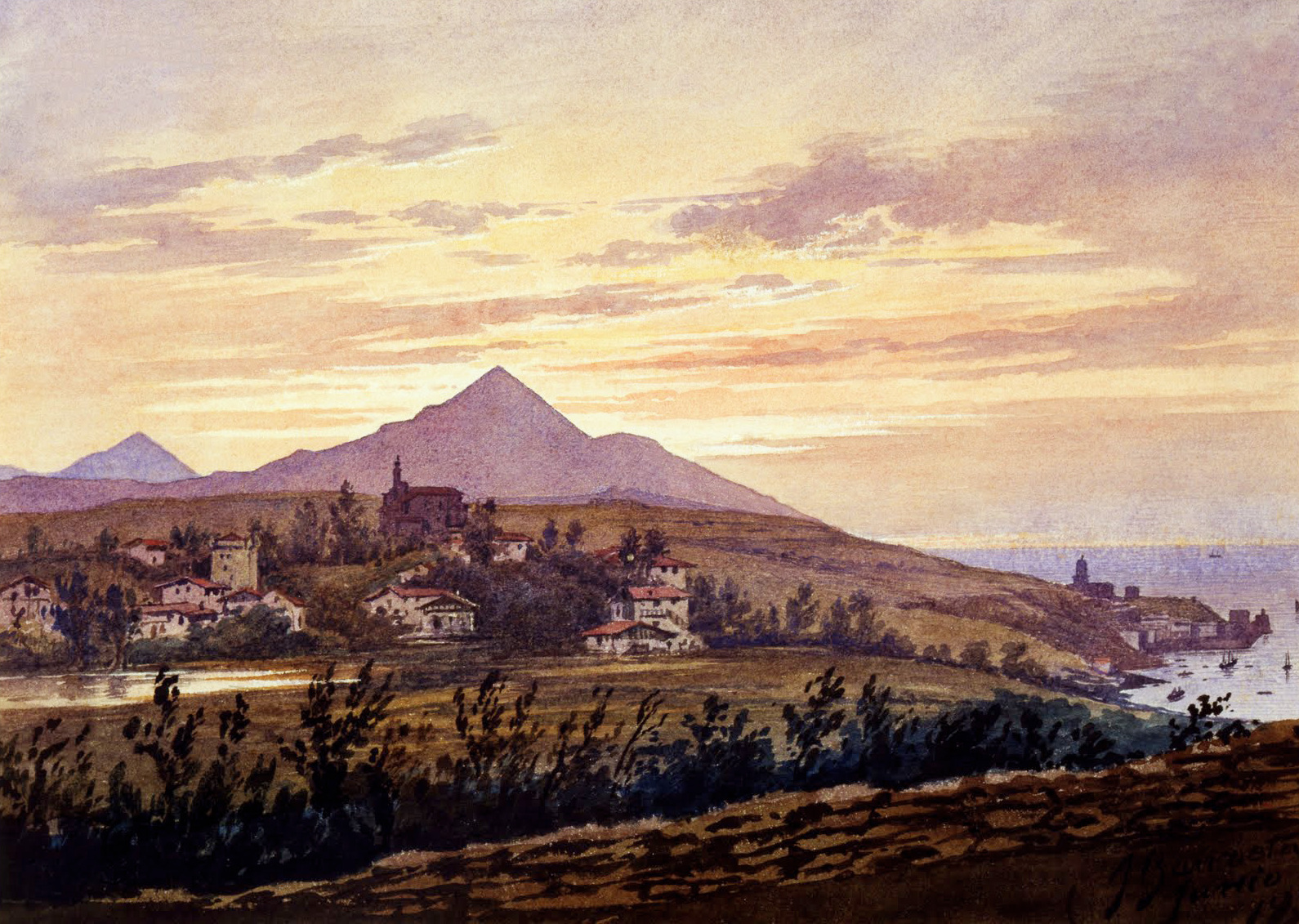
Panorámica de Sestao en 1874, de Juan de Barroeta

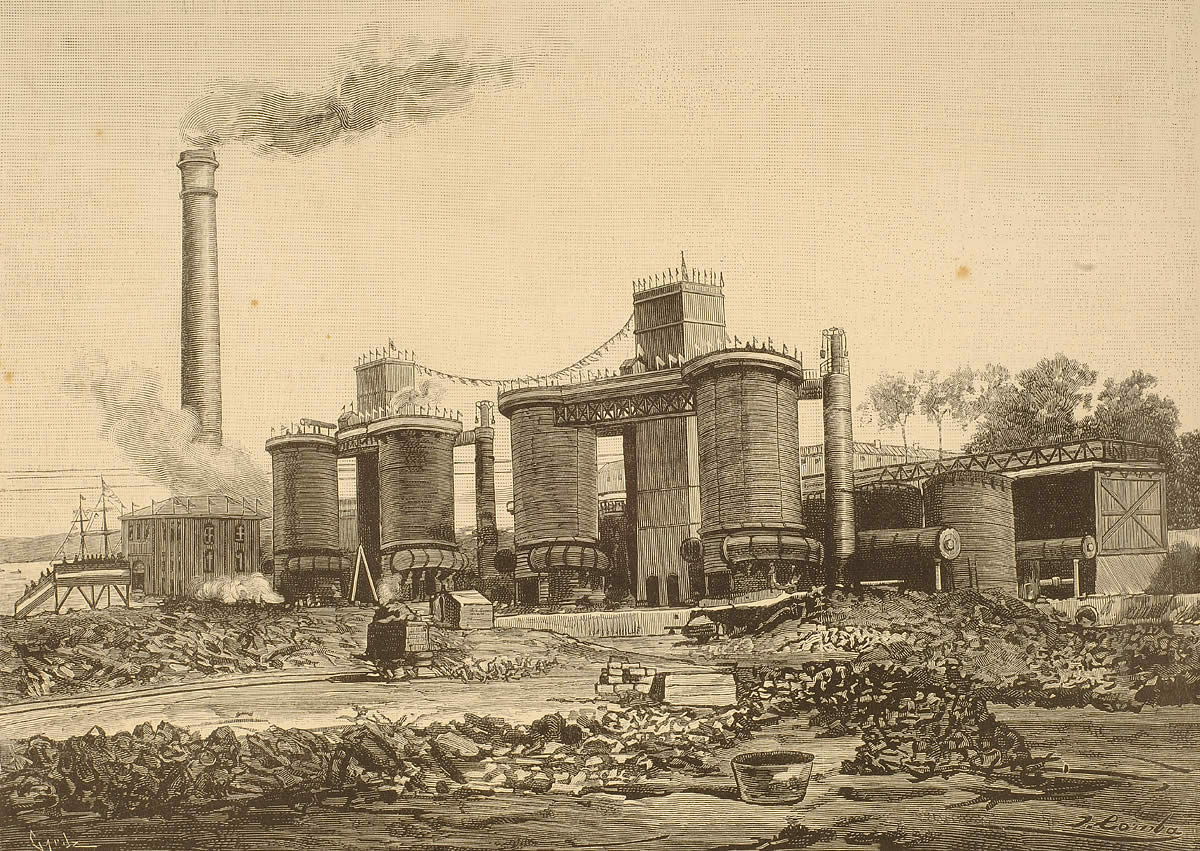
Fábrica San Francisco del Desierto en 1887

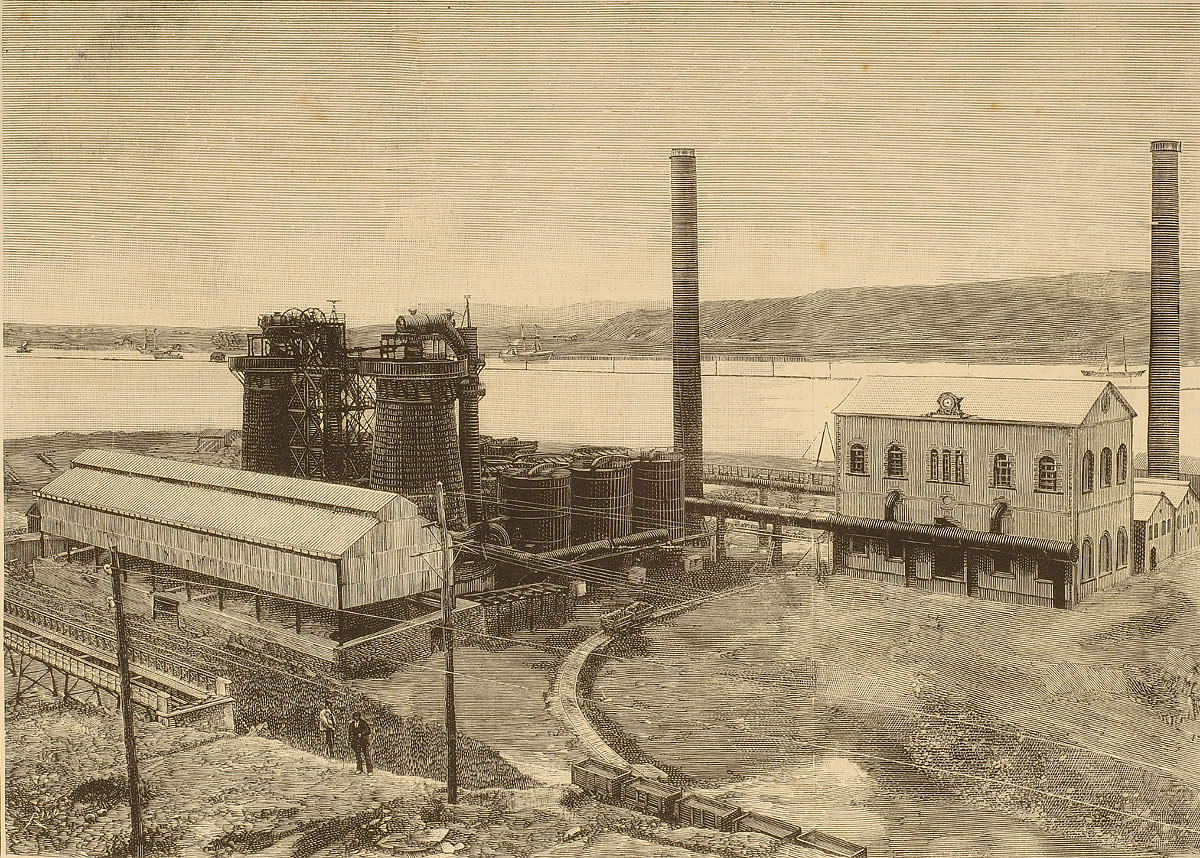
Fábrica La Vizcaya en 1887

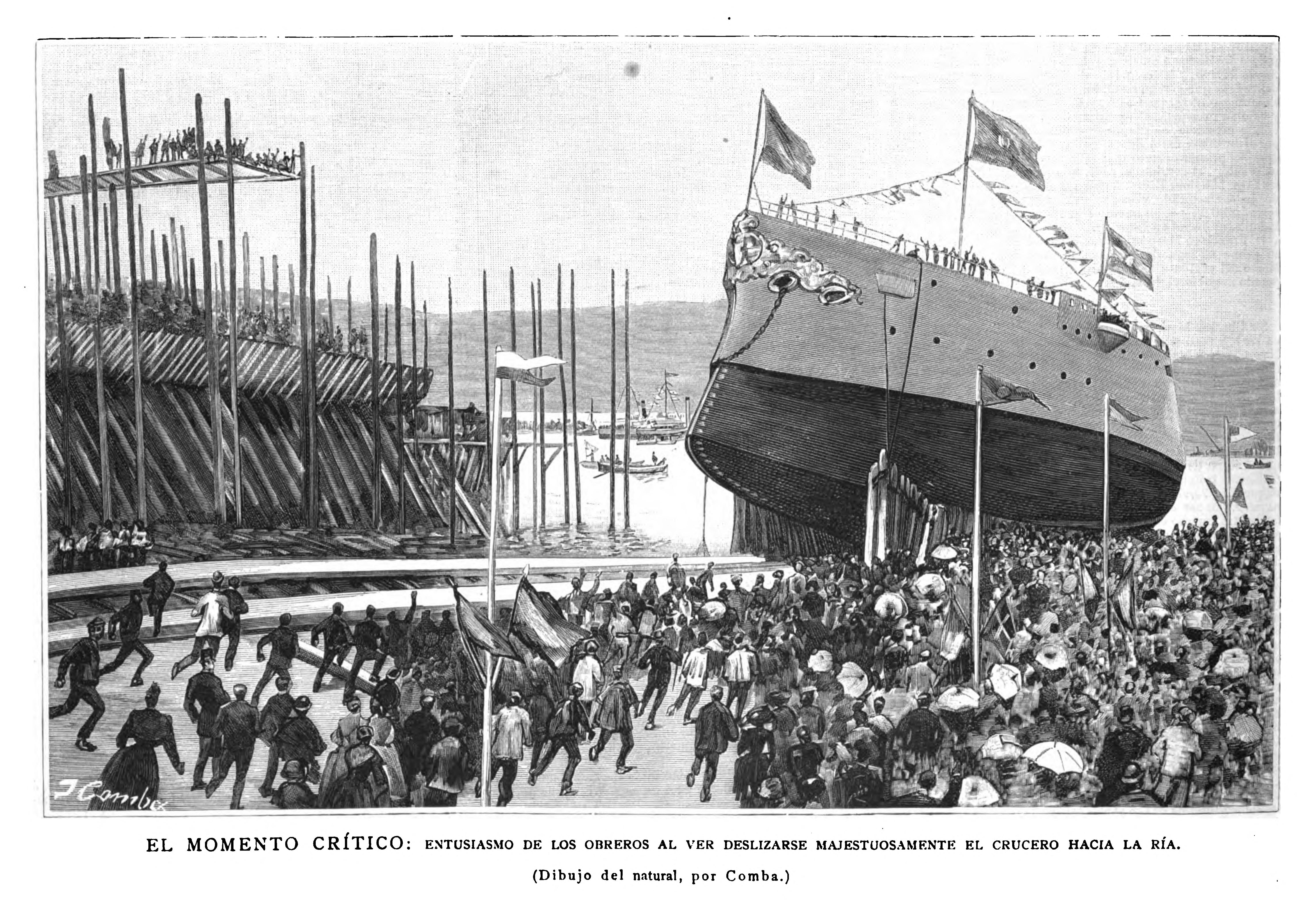
Botadura del crucero acorazado Infanta María Teresa en 1890. Dibujo del natural por Juan Comba

Sestao formó parte de una entidad colectiva, los Tres Concejos del Valle de Somorrostro, del que también formaban parte Santurce el y Valle de Trápaga (antes San Salvador del Valle), y tenían derecho a asiento y voto en las Juntas de Guernica reuniéndose en concejo en la ermita de San Bernabé de Urioste. En el año 1805, se separan los Tres Concejos del Valle de Somorrostro y Sestao celebra su primera sesión como municipio independiente el día de Navidad de 1805. Por aquel entonces era una aldea de 340 habitantes con 70 caseríos. Su primera casa consistorial se construye en el año 1823 junto a la plaza del Conde de Valmaseda.
En 1843 el municipio tuvo escudo propio y en 1870 un informe avaló su segregación oficial de los Tres Concejos.
A mediados del siglo XIX, Inglaterra construye ferrocarriles para realizar con rapidez el transporte del mineral de hierro a los puntos de embarque más adecuados, que se encuentran en la jurisdicción de Sestao. En 1859, la Diputación de Vizcaya construye los cargaderos para trasladar el mineral que llega en el ferrocarril de Triano a los barcos que atrancan en La Punta. Años más tarde, en 1873, The Bilbao River and the Cantabrian Railway conocida con el nombre de ferrocarril de Galdames, trae el mineral de aquellas minas para ser embarcado en los muelles que ha construido en la dársena de La Benedicta.
La puesta en marcha de los primeros convertidores Bessemer y Martin Siemens, que revolucionan la industria metalúrgica y los ferrocarriles que atraviesan el concejo, dan lugar a que se inicie a mediados del siglo XIX la evolución industrial que cambiará radicalmente la fisonomía de Sestao.
En 1877 se instaló la fábrica de San Francisco y la localidad pasó de 400 a 1500 habitantes
En 1879 la Bilbao River and Cantabrian Railways vende parte de sus terrenos a Francisco de las Rivas, marqués de Mudela, que comienza en ellos la instalación de la fábrica y altos hornos de San Francisco.
El actual edificio del Ayuntamiento se construye en el año 1880, sufriendo posteriores modificaciones su inicial estructura tras ser utilizado como escuela.
Víctor Chávarri pidió al Ayuntamiento de Sestao los terrenos de las marismas para instalar en ellos su nueva fábrica, Vizcaya, dedicada a la fabricación de hierro y acero, así como a la elaboración de toda clase de construcciones y maquinaria de hierro y acero. Más adelante vende parte de la marisma adquirida a la nueva sociedad, La Iberia, que se ha constituido el 19 de noviembre de 1888 para la fabricación de hoja de lata, chapa de hierro y acero, cubos, sartenes, galvanizados, latería para envases de conservas y otros usos.
En 1890, en otra parte de las mismas marismas, D. Fernando Alonso Millán constituye La Aurrera, con una fábrica dedicada a la elaboración de chapa y otra a la fundición para la construcción de piezas para válvulas, tuberías, calefactores y calderas.
Sestao experimenta un impresionante crecimiento económico y demográfico, motivado por la instalación de la nueva industria, multiplicando en menos de un siglo por veinte su población. En 1890 ya contaba con 6.851 habitantes.
En 1888 José María Martínez de las Rivas, asociado con Sir Charles Palmer, propietario de los astilleros Jarrow-Tyne en Inglaterra, funda la sociedad colectiva Martínez de las Rivas-Palmer, que en 1891 se convierte en Astilleros del Nervión, sobre las marismas del concejo de Sestao, junto a la fábrica y altos hornos de San Francisco.
La historia de finales del siglo XIX de Sestao está estrechamente ligada a los acontecimientos bélicos acaecidos en Cuba. El conde de Valmaseda, hijo predilecto de Sestao, fue gobernador militar de la colonia en dos ocasiones, y tres de los cruceros pesados hundidos por la armada estadounidense en la Batalla naval de Santiago de Cuba, fueron botados en los astilleros de Sestao y Bilbao, el Infanta María Teresa, el Vizcaya y el Almirante Oquendo, los tres pertenecientes a la clase Infanta María Teresa. Actualmente se puede reconocer en el escudo de Sestao al crucero protegido Vizcaya.

### sigloXX

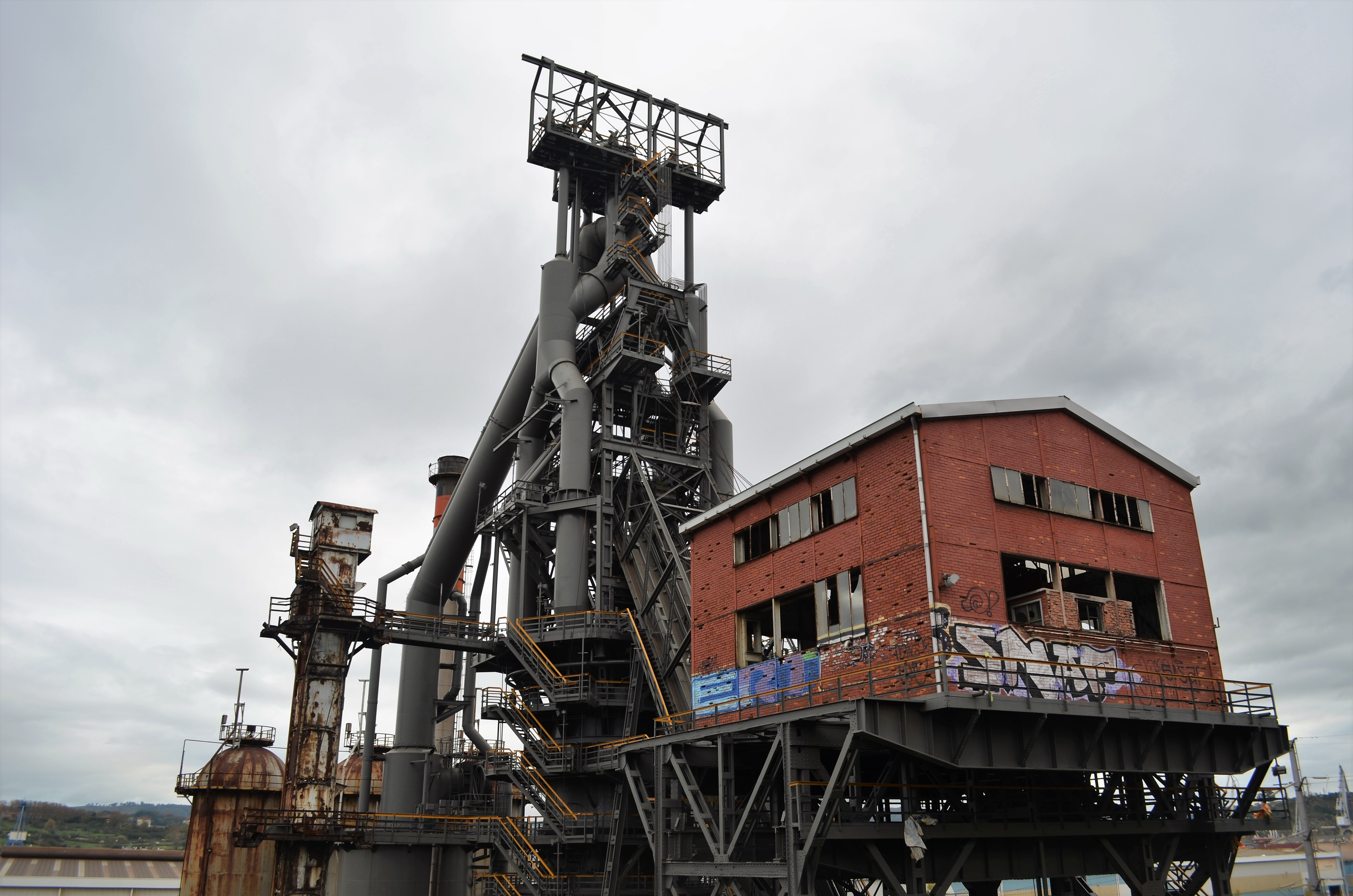
Antiguo Horno Alto 1 de Altos Hornos de Vizcaya

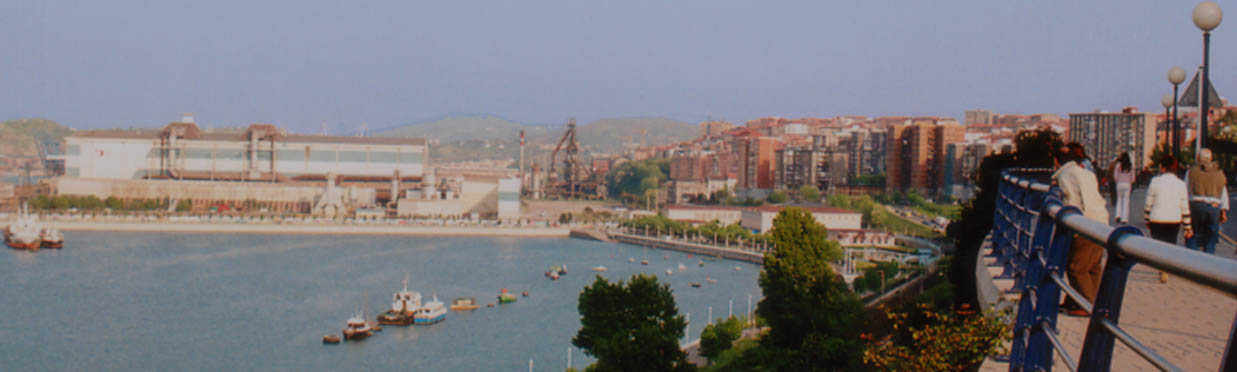
Sestao visto desde el paseo a Portugalete, con la ACB a la izquierda y en el centro un antiguo alto horno

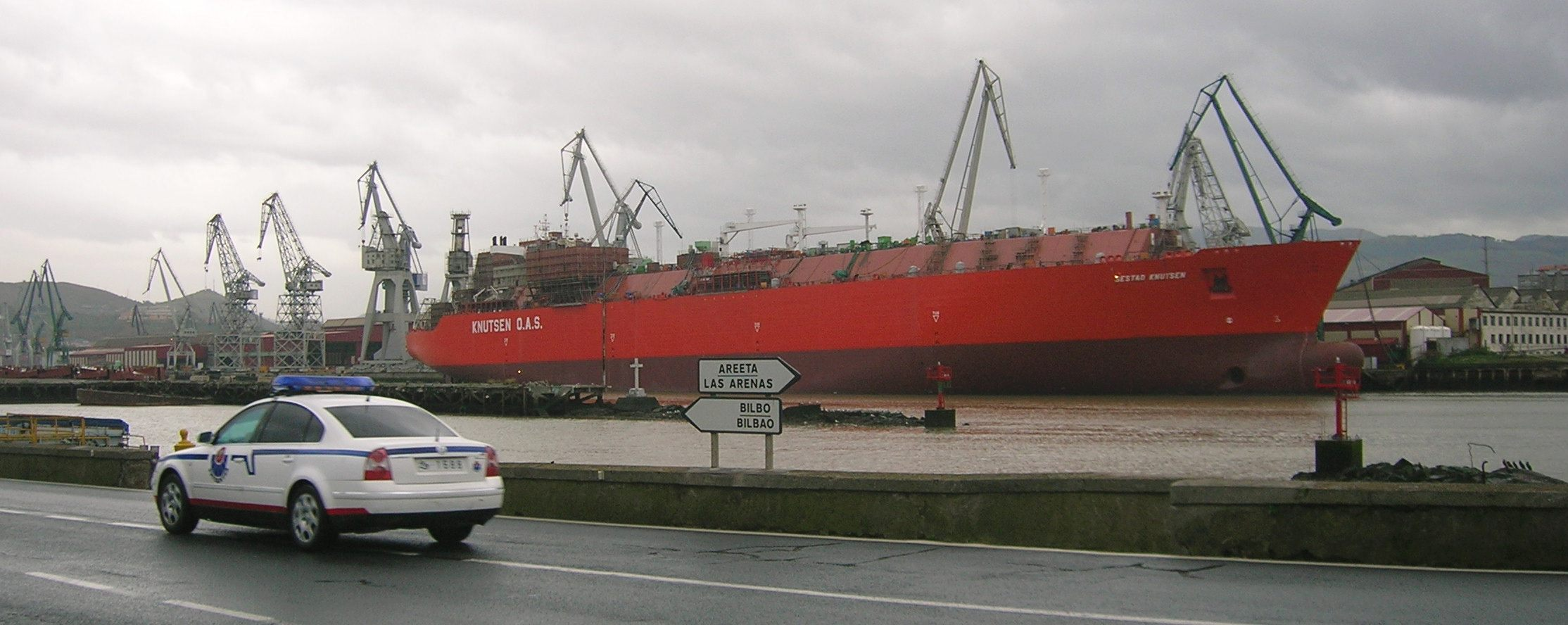
Construcción del gasero Sestao Knutsen en la Naval, en 2007

En 1902 Sestao contaba ya casi con 10 000 habitantes.
En 1902 se crean los Altos Hornos de Vizcaya (AHV), antecesora de la ACB, empresa que estaba establecida en Sestao y Baracaldo, gracias a la cual el crecimiento demográfico continuó durante casi todo el siglo XX, llegando a la cifra de 42.905 habitantes en 1978. AHV fue el gran impulsor del crecimiento de Sestao creando colegios para la educación de los hijos e hijas de sus obreros: Nuestra Señora de Begoña, La Salle e Hijas de la Cruz, o barrios enteros como El Carmen. En su apogeo AHV llegó a contar con más de 10 000 personas en nómina, siendo uno de cada cuatro trabajadores de Sestao.
También en 1912, fue construida en la Gran Vía la Escuela Municipal de Música, obra del arquitecto Santos Zunzunegui.
En 1915 nace La Naval, dependiente de la Sociedad Española de Construcción Naval. Desde un punto de vista social, los nuevos astilleros tendrían una gran importancia, ya que contribuían a paliar la grave crisis laboral de aquellos años. En 1916 comienza la construcción de tres navíos, lo que supone el despegue del nuevo astillero: el trasatlántico Alfonso XIII, con 146 metros de eslora y una capacidad de 1.809 pasajeros, que fue inaugurado por el rey Alfonso XIII en 1920, y los vapores Conde de Zubiría y Marqués de Chávarri que fueron botados en 1917. Los Astilleros del Nervión, que habían pasado a poder de Altos Hornos de Vizcaya, son arrendados a La Naval hasta que en 1924 pasan del alquiler a la compra, constituyendo en adelante una única sociedad.
El 26 de octubre de 1917 la parroquia de Santa María de la Anunciación sufrió un incendio que la destruyó por completo, y en 1921 fue reconstruida con su aspecto actual.
El 18 de julio de 1936 estalla la guerra civil española. Dentro del sector republicano del norte, el Ayuntamiento de Sestao se posiciona a favor de la República. Sestao era de vital importancia al poseer una valiosa industria pesada, y tras la caída de Bilbao el 19 de julio de 1937, es motivo de debate en torno a su destrucción, aunque finalmente no se vuela la industria pesada del municipio. Las tropas nacionales entran en Sestao el 22 de junio de 1937 sin encontrar resistencia alguna. Las nuevas autoridades nombran una comisión gestora que dirija la administración local. La nueva comisión gestora, en la sesión del 28 de diciembre de 1937, inicia un largo periodo de dictadura franquista que no termina hasta la muerte de Franco en 1975.
La Gran Vía se construyó en 1934 y en la década de los 50 la localidad adoptaba su fisonomía actual.
En 1978 alcanza su mayor tasa de población con 42.905 habitantes. A consecuencia de la crisis económica e industrial, se generó una progresiva reducción de la población de Sestao. En julio de 1996 cerró Altos Hornos de Vizcaya, siendo sustituido por la Acería Compacta de Bizkaia.

## Demografía
Sestao cuenta con una población de 28 228 habitantes (INE 2024).
| Gráfica de evolución demográfica de Sestao entre 1857 y 2021                                                        |
| |
| Población de derecho según los censos de población del INE Población de hecho según los censos de población del INE |

### Economía
A pesar de que en los últimos años se ha iniciado una reconversión industrial y una revitalización económica, social y urbanística por la crisis acaecida durante la década de 1980, la principal actividad económica de Sestao sigue siendo la industria, que ocupa a las dos terceras partes de la población activa del municipio.
Las industrias activas en Sestao son principalmente la siderúrgica con empresas como la Acería Compacta Bizkaia o La Naval Astilleros Españoles-SECN, (cerrada y en concurso de acreedores) que culmina el proceso de privatización el 1 de diciembre de 2006 quedando en manos de la empresa CNN (Construcciones Navales del Norte); y un abundante y heterogéneo grupo de empresas medianas dedicadas a la metalurgia, química o al sector eléctrico. También es destacable la existencia de la Depuradora de Aguas de Galindo, que trata las aguas residuales de toda la comarca del Gran Bilbao.
Sestao cuenta con una de las tasas de paro más altas de todo el País Vasco, con 2413 parados, de los cuales 1181 son hombres y 1232 son mujeres (diciembre de 2020), debido al cierre de grandes empresas o a su reconversión (AHV, Aurrerá, la Naval o la Babcock & Wilcox). A partir del siglo XIX y durante el siglo XX se produjo una inversión del flujo migratorio que se había dado durante siglos, gracias a la instalación de diferentes factorías en la comarca y en el propio municipio de Sestao. Así, durante las décadas del cincuenta, sesenta y setenta del siglo XX, Sestao fue destino de la emigración de miles de personas procedentes de otras partes de España, destacando la de gallegos, andaluces, extremeños y castellano-leoneses. En los últimos años también ha recibido emigración procedente de otros países y continentes, como China, Rumania, Marruecos, América, África, etc.

## Administración y política

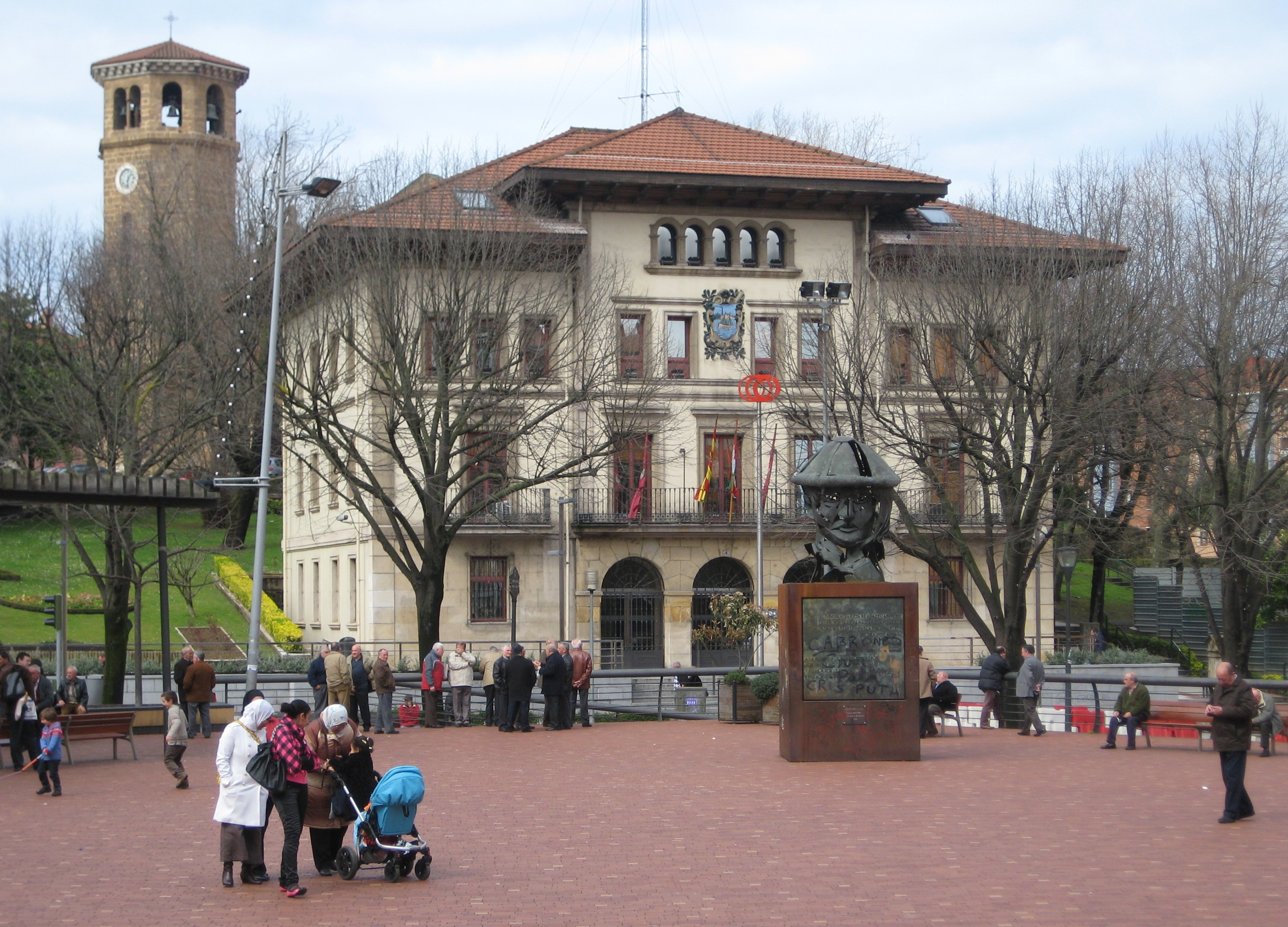
Plaza del Ayuntamiento

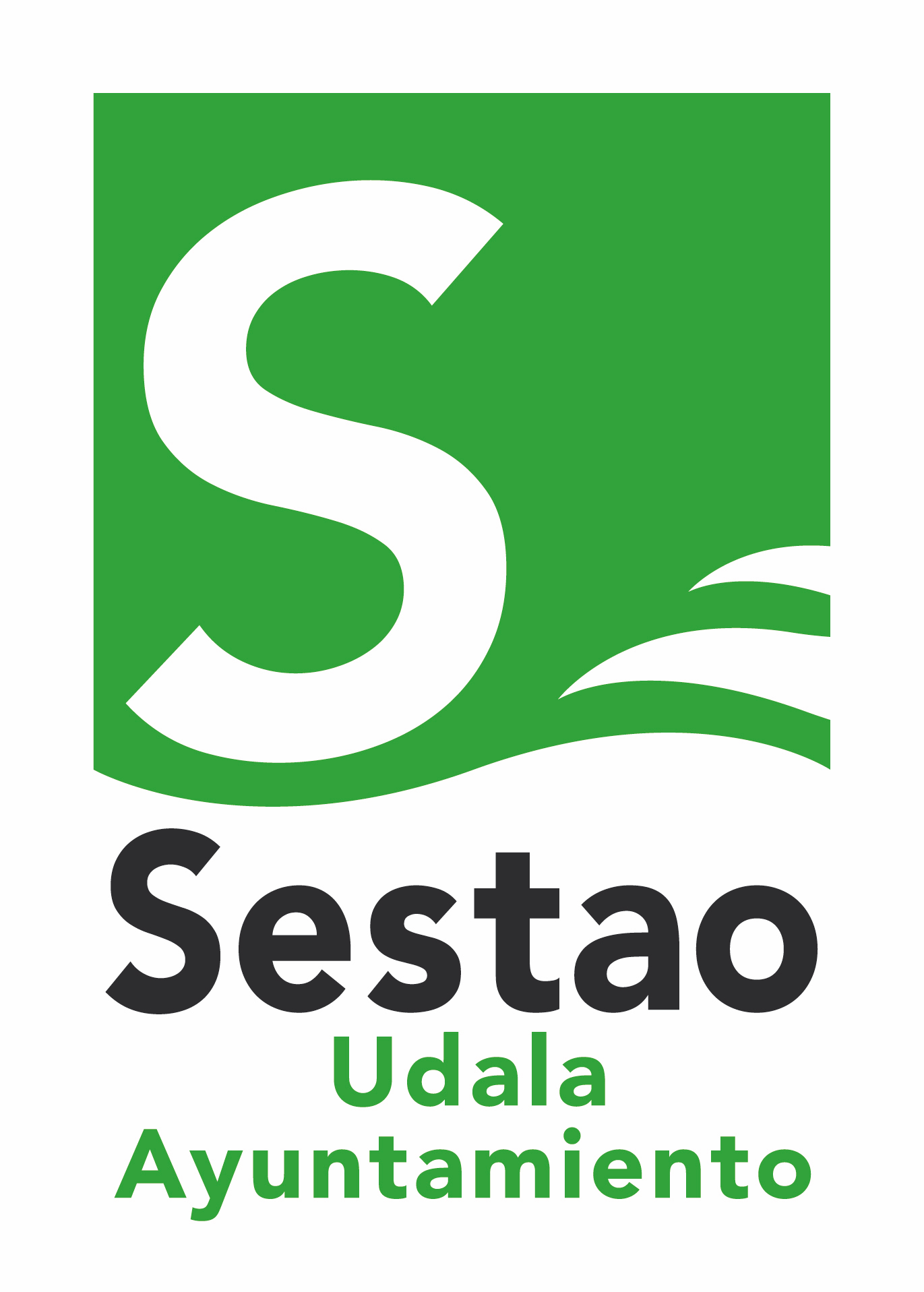
Logotipo del Ayuntamiento

Sestao fue tradicionalmente un feudo socialista, debido al gran número de obreros residentes. Durante la última década, la influencia socialista e izquierdista ha decrecido a causa del cierre de empresas. Esto ha motivado en última instancia el incremento relativo del voto al nacionalista vasco (EAJ-PNV). 
Como resultado, se creó un nuevo escenario político en las elecciones del 2003. El PSE-EE perdió la alcaldía en favor de EAJ-PNV, apoyado por EB-B y VPS, siendo un hecho histórico, al ser Sestao el lugar de nacimiento del socialismo vasco en el siglo XIX.
Dentro de los planes para revitalizar el municipio, cabe destacar la constitución en el año 2005 de la sociedad Sestao Berri 2010 para la regeneración urbanística y social de Sestao, integrada al 50 % tanto por el Ayuntamiento como por el Departamento de Vivienda, Obras Públicas y Transportes del Gobierno Vasco, que subvencionará el plan con 4,5 millones de euros.
En el año 2007 el PSE-EE volvió a la alcaldía. Entre 2007 y 2011 el alcalde fue el socialista José Luis Marcos Merino. Hasta marzo del 2010, este gobernaba en minoría con 10 concejales de 21 posibles: 8 del PSE-EE y 2 de EB-B-Aralar. En marzo de 2010, tras disputas internas dentro del PSE-EE de Sestao que acabaron con la dimisión de tres concejales socialistas, dos de ellos se integraron en el Grupo Mixto y el otro renunció al acta de concejal, siendo sustituido por otro que sí estaría vinculado al Partido Socialista, pero quedando el gobierno en minoría. El gobierno municipal del último año de legislatura lo componían 6 concejales del PSE-EE y 2 concejales de EB-B-Aralar.
Entre 2011 y 2015 el alcalde fue el nacionalista Josu Bergara López (EAJ-PNV), gobernando en minoría con 8 concejales de 21 posibles.
En mayo de 2015, EAJ-PNV vuelve a ganar las elecciones municipales en Sestao con Josu Bergara de nuevo como alcalde, gobernando esta legislatura con mayoría absoluta gracias a los 13 concejales obtenidos de 21 posibles.
Esta mayoría absoluta de EAJ-PNV se ve revalidada en las elecciones municipales de 2019, de nuevo con Josu Bergara como candidato a alcalde, gracias a los 11 concejales obtenidos por los nacionalistas de 21 posibles. El 20 de abril de 2021, Josu Bergara dimite de su cargo, dejando la alcaldía en manos de Ainhoa Basabe Meléndez, teniente de alcalde hasta la fecha.
La balconada del Ayuntamiento cuenta con cuatro banderas: la sestaoarra, la vizcaína, la ikurriña y la española.
Sestao ha sido escenario de varias acciones armadas y atentados de ETA, quien asesinó a 4 personas en el municipio. El Juzgado de Paz del municipio fue objeto de atentado con la colocación de una bomba el 16 de diciembre de 2007, así como también ocurrió en el término municipal de Sestao el ataque de coche bomba contra el exconcejal y exdirigente nacional del PSOE, Eduardo Madina, el 19 de febrero de 2002, del mismo modo que también se recibieron numerosos avisos de bomba a lo largo de los años, además de ataques de kale borroka.
| Periodo   | Nombre                           | Partido | Partido                                                       |
| --------- | -------------------------------- | ------- | ------------------------------------------------------------- |
| 1979-1987 | Santiago Llanos del Río          |         | Partido Socialista Obrero Español (PSOE)                      |
| 1987-1989 | Juan José Azpitarte Larrucea     |         | Partido Socialista Obrero Español (PSOE)                      |
| 1989-1995 | José Pedro Milla Ortiz de Zárate |         | Partido Socialista de Euskadi-Euskadiko Ezkerra (PSE-EE PSOE) |
| 1995-2003 | Segundo Calleja Macho            |         | Partido Socialista de Euskadi-Euskadiko Ezkerra (PSE-EE PSOE) |
| 2003-2007 | Alberto Lozano Ibarra            |         | Euzko Alderdi Jeltzalea-Partido Nacionalista Vasco (EAJ-PNV)  |
| 2007-2011 | José Luis Marcos Merino          |         | Partido Socialista de Euskadi-Euskadiko Ezkerra (PSE-EE PSOE) |
| 2011-2021 | Josu Bergara López               |         | Euzko Alderdi Jeltzalea-Partido Nacionalista Vasco (EAJ-PNV)  |
| 2021-2025 | Ainhoa Basabe Meléndez           |         | Euzko Alderdi Jeltzalea-Partido Nacionalista Vasco (EAJ-PNV)  |
| 2025-act. | Gorka Álvarez Martínez           |         | Euzko Alderdi Jeltzalea-Partido Nacionalista Vasco (EAJ-PNV)  |

| Partido político                                              | 2023  | 2023  | 2023       | 2019  | 2019  | 2019       | 2015  | 2015  | 2015       | 2011  | 2011  | 2011       |
| Partido político                                              | Votos | %     | Concejales | Votos | %     | Concejales | Votos | %     | Concejales | Votos | %     | Concejales |
| Euzko Alderdi Jeltzalea-Partido Nacionalista Vasco (EAJ-PNV)  | 3606  | 30,48 | 7          | 6378  | 46,27 | 11         | 6997  | 51,02 | 13         | 4563  | 32,30 | 8          |
| Partido Socialista de Euskadi-Euskadiko Ezkerra (PSE-EE PSOE) | 3083  | 26,06 | 6          | 2772  | 20,11 | 5          | 1922  | 14,02 | 3          | 4059  | 28,73 | 8          |
| Euskal Herria Bildu (EH Bildu)-Bildu                          | 2880  | 24,34 | 6          | 2012  | 14,60 | 3          | 1563  | 11,40 | 2          | 1636  | 11,58 | 3          |
| Elkarrekin Podemos-Equo-Bai Ahal Da-Sí Se Puede               | 1210  | 10,22 | 2          | 1464  | 10,62 | 2          | 1579  | 11,51 | 2          | —     | —     | —          |
| Partido Popular del País Vasco (PP)                           | 546   | 4,61  | 0          | 597   | 4,33  | 0          | 686   | 5,00  | 1          | 1307  | 9,25  | 2          |
| Vox                                                           | 291   | 2,46  | 0          | 89    | 0,65  | 0          | —     | —     | —          | —     | —     | —          |
| Ezker Anitza-IU                                               | —     | —     | —          | 374   | 2,71  | 0          | 459   | 3,35  | 0          | 690   | 4,88  | 0          |
| Partido Social y Vasco (PSyV)                                 | —     | —     | —          | —     | —     | —          | 346   | 2,52  | 0          | 479   | 3,39  | 0          |
| Vecinos por Sestao (VPS)                                      | —     | —     | —          | —     | —     | —          | —     | —     | —          | 286   | 2,02  | 0          |
| Aralar                                                        | —     | —     | —          | —     | —     | —          | —     | —     | —          | 220   | 1,56  | 0          |
| Asociación Txabarri Garbi (ATG)                               | —     | —     | —          | —     | —     | —          | —     | —     | —          | 630   | 4,46  | 0          |

Alcaldes de Sestao 1805-1979
- 1805-1807: Francisco de Velasco
- 1807-1811: Pedro de Velasco
- 1811-1812: Ramón de la Llosa
- 1812-1813: Juan de Ariño
- 1813-1814: Ángel Mariano de Echevarría

Desde 1814 a 1842: Comisión de Regidores
- 1842-1843: José Arana
- 1843-1845: José de Gandarias
- 1845-1849: Vicente Bellido
- 1849-1851: Ramón Uraga (padre)
- 1851-1853: Pedro de Uriarte
- 1853-1854: Antolín Echevarría
- 1854-1855: Ramón Uraga (hijo)
- 1855-1860: Gregorio de Vildosola
- 1860-1864: Pedro de Uriarte
- 1864-1866: Ramón Uraga (hijo)
- 1866-1876: Pedro Nolasco
- 1876-1878: Santiago Arteagabeitia
- 1878-1883: Juan Francisco Yandiola
- 1883-1889: Avelino Barturen
- 1889-1893: Juan Francisco Yandiola
- 1893: Joaquín Insausti
- 1893-1895: Hilario de Ariño
- 1895-1897: Manuel Beltrán de Heredia
- 1897: Valentín Biguri
- 1897-1899: Fernando Olarán
- 1899-1905: Joaquín Insausti
- 1905-1909: Fernando Olarán
- 1909-1911: Victoriano Idígoras
- 1911-1920: José Trespaderne
- 1920-1922: Julián Garay
- 1922-1923: Ángel Berturen
- 1923-1929: Luis Ibarra Gandarias (Unión Patriótica)
- 1929-1930: David Juarreros Salinas (Unión Patriótica)
- 1930: Alejandro Cortadi
- 1930-1931: Urbano Olarán
- 1931-1934: Vicente Díez (PSOE)
- 1934-1936: Santiago Garmendia (PRR)
- 1936-1937: Vicente Díez (PSOE)
- 1937: Anastasio Cortadi
- 1937-1944: Mario Clérigo
- 1944-1949: José Azpichueta
- 1949-1959: Serafín Fernández Aguirre
- 1956-1970: Jesús Sainz Planillo
- 1970-1979: Guillermo Dorronsoro

## Cultura

### Fiestas
- San Juan y San Pedro: patrón de Sestao, esta festividad se celebra el día 29 de junio. El bloque festivo da comienzo sobre la noche de San Juan (tercer patrón de Sestao) y se prolonga ininterrumpidamente hasta el 30 de junio. Cuentan con festivales, conciertos, fuegos artificiales, juegos populares, teatro y verbenas multitudinarias.
- Santiago Apóstol: patrón de España y segundo patrón de Sestao, se celebra el 25 de julio y es organizado por la agrupación sestaoarra Hijos de Galicia con la colaboración del Ayuntamiento. Entre todos los actos, destacan la tradicional Feria del Pulpo, las orquestas, los pasacalles y la procesión del santo.
- San Ignacio de Loyola: se celebra el 31 de julio. La programación se realiza sobre la base de actos de la cultura y el folclore tradicional vasco, organizadas por el grupo de folklore vasco Eusko Lorak.
- Santa Rosa de Lima: se celebra el 30 de agosto. Antiguamente era la fiesta más importante del municipio, mientras en la actualidad se celebra un desfile de vestidos organizado por la asociación sestaoarra Amigas de la Costura y una sardinada popular.
- San Miguel: de las más antiguas del municipio, se había perdido durante años, pero en 2007 se recuperó. Se celebra en el Barrio de La Iberia y lo organiza la Asociación de Comerciantes de Sestao en colaboración con el Ayuntamiento de Sestao.

Otras fiestas
- Santa Águeda: fiesta popular, su onomástica se celebra el 5 de febrero, pero el día anterior al atardecer se cantan sus coplas y se va pidiendo aguinaldo.
- Nuestra Señora del Pilar: patrona de España, se celebra una misa en su honor el 12 de octubre.
- Virgen del Rocío: se celebra una misa en su honor y se saca su talla en procesión (coincidiendo con la tradicional romería en Huelva). Organizada por la Casa Andaluza.
- Fiesta de la Cruz: fiestas del barrio de Kueto, que se celebran el segundo fin de semana de septiembre.
- Fiestas de Álbiz y Markonzaga: fiestas populares que se celebran en los barrios del mismo nombre.
- Nuestra Señora del Carmen: su festividad es el 16 de julio. Organizado por la Asociación de Vecinos del Carmen. Actividades variadas.
- Semana Santa: se ofrecen misas.
- Carnavales: se celebran una semana después al resto de pueblos. Destaca su impresionante y multitudinario desfile y el entierro de la sardina.
- Navidad: se organizan actos en honor al Olentzero y a los Reyes Magos con bonitos desfiles y actos culturales variados.
- Actos culturales y deportivos: durante todo el año destacan actividades culturales y deportivas por parte de las diferentes asociaciones y clubes del municipio, como el Triatlón de Sestao, el mercado medieval, ferias de artesanía, feria de la sidra, conciertos de música y coros, viernes culturales, concentración motera (Sestao Rider), concurso de pucheras, concurso de paellas, concurso de pinchos, concurso de escaparates...
- Bajada de Simondrogas: antiguamente se bajaba en romería al barrio de Simondrogas. Actualmente no existe, pero era una de las más multitudinarias romerías.